# Knooppunt Gouy
Het knooppunt Gouy is de Belgische verkeerswisselaar waar het westelijk gedeelte van de R3 (de ring rond Charleroi) eindigt op de A15/E42. Het knooppunt ligt tussen Trazegnies en Chapelle-lez-Herlaimont, en is een half sterknooppunt. Het is genoemd naar het dichtbijgelegen dorp Gouy-lez-Piéton.
| Aansluitende wegen                                      | Aansluitende wegen              | Aansluitende wegen                                   | Aansluitende wegen | Aansluitende wegen |
| ------------------------------------------------------- | ------------------------------- | ---------------------------------------------------- | ------------------ | ------------------ |
|                                                         |                                 |                                                      |                    |                    |
|                                                         |                                 |                                                      |                    |                    |
| richting La Louvière / Doornik / Bergen Rijsel / Parijs | richting Namen / Luik / Brussel |                                                      |                    |                    |
|                                                         |                                 |                                                      |                    |                    |
|                                                         |                                 | richting Chapelle-lez-Herlaimont / Fontaine-l'Évêque |                    |                    |

Aalbeke · Antwerpen-Centrum · Antwerpen-Haven · Antwerpen-Noord · Antwerpen-Oost · Antwerpen-West · Antwerpen-Zuid · Arquennes · Battice · Beaufays · Beveren · Bois-d'Haine · Brugge · Cerexhe · Charleroi-Nord · Charleroi-Sud · Cheratte · Daussoulx · Destelbergen · Doornik · Familleureux · Fexhe-Slins · Gent-Centrum · Gouy · Grâce-Hollogne · Groot-Bijgaarden · Hautrage · Hauts-Sarts · Heppignies · Heverlee · Hoog-Itter · Houdeng-Goegnies · Jabbeke · Jemappes · Kortrijk-West · Kortrijk-Zuid · Leonardkruispunt · Loncin · Lummen · Machelen · Marcinelle · Marquain · Merelbeke · Moorsele · Neufchâteau · Ranst · Sint-Stevens-Woluwe · Strombeek-Bever · Thiméon · Ville-sur-Haine · Vottem · Wilrijk-Valaar · Zaventem · Zwijnaarde